# Italodytes
Italodytes is een geslacht van kevers uit de familie van de loopkevers (Carabidae). De wetenschappelijke naam van het geslacht is voor het eerst geldig gepubliceerd in 1938 door Muller.

## Soorten
Het geslacht Italodytes is monotypisch en omvat slechts de volgende soort:
- Italodytes stammeri J. Muller, 1938